# Новосуккулово
Новосукку́лово (баш. Яңы һыуыҡҡул) — деревня в Туймазинском районе Республики Башкортостан Российской Федерации. Входит в состав Николаевского сельсовета.

## География

### Географическое положение
Расстояние до:
- районного центра (Туймазы): 23 км,
- центра сельсовета (Николаевка): 7 км,
- ближайшей ж/д станции (Кандры): 20 км.

## Население
| 2002 | 2009 | 2010 |
| ---- | ---- | ---- |
| 13   | →13  | ↗18  |

### Национальный состав
Согласно переписи 2002 года, преобладающая национальность — татары (77 %).